# Santa Cruz de la Calle La Fuente

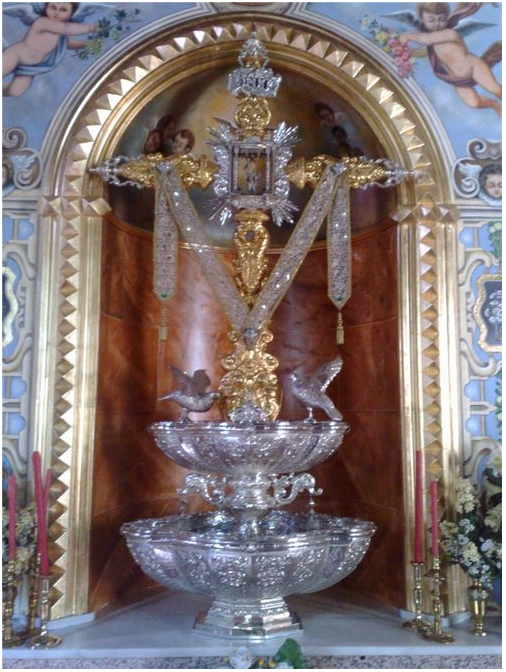
Actual madero de la Cruz de la Calle La Fuente

La Santísima Cruz de la Calle La Fuente es una de las nueve Cruces de Mayo de Rociana del Condado  (Huelva), y una de las cinco que procesionan el primer domingo de mayo en la localidad,Actualmente esta hermandad tiene va tres maderos y a sus devotos se les llaman Calatravas. Algo a destacar es que su actual madero cumple en el 2023, 25 años.
Su sede se encuentra en la Ermita de San Sebastián de Rociana del Condado.